# QP–2-es konvoj
A QP–2-es konvoj a második világháború egyik hajókaravánja volt, amely a Szovjetunióból indult nyugatra. A QP kód az irányt (keletről nyugatra), a 2-es a konvoj sorszámát jelenti. A 12 kereskedelmi hajó és kísérőik 1941. november 3-án indultak el Arhangelszkből, és november 17-én érkeztek meg Kirkwallba. Az utat valamennyi hajó sértetlenül megtette.

## Hajók

### Kereskedelmi hajók
| A hajó neve       | Nemzetisége        |
| ----------------- | ------------------ |
| Atlantic          | Egyesült Királyság |
| Blairnevis        | Egyesült Királyság |
| Gemstone          | Egyesült Királyság |
| Harmonic          | Egyesült Királyság |
| Lorca             | Egyesült Királyság |
| River Afton       | Egyesült Királyság |
| Capira            | Panama             |
| North King        | Panama             |
| Ville D’Anvers    | Belgium            |
| Csernisevszkij    | Szovjetunió        |
| Izsora            | Szovjetunió        |
| Sztyepan Halturin | Szovjetunió        |

### Kísérőhajók
| A hajó neve    | Nemzetisége        | Típusa                   |
| -------------- | ------------------ | ------------------------ |
| HMS Eclipse    | Egyesült Királyság | Romboló                  |
| HMS Icarus     | Egyesült Királyság | Romboló                  |
| HMS Norfolk    | Egyesült Királyság | Nehézcirkáló             |
| HMS Bramble    | Egyesült Királyság | Aknaszedő                |
| HMS Leda       | Egyesült Királyság | Aknaszedő                |
| HMS Seagull    | Egyesült Királyság | Aknaszedő                |
| HMS Celia      | Egyesült Királyság | Tengeralattjáró-elhárító |
| HMS Windermere | Egyesült Királyság | Tengeralattjáró-elhárító |